# Christoph Tode

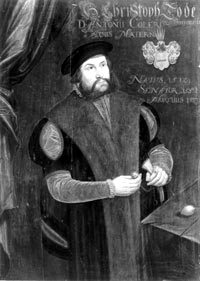
Christoph Tode in der Bürgermeistergalerie im Lübecker Rathaus

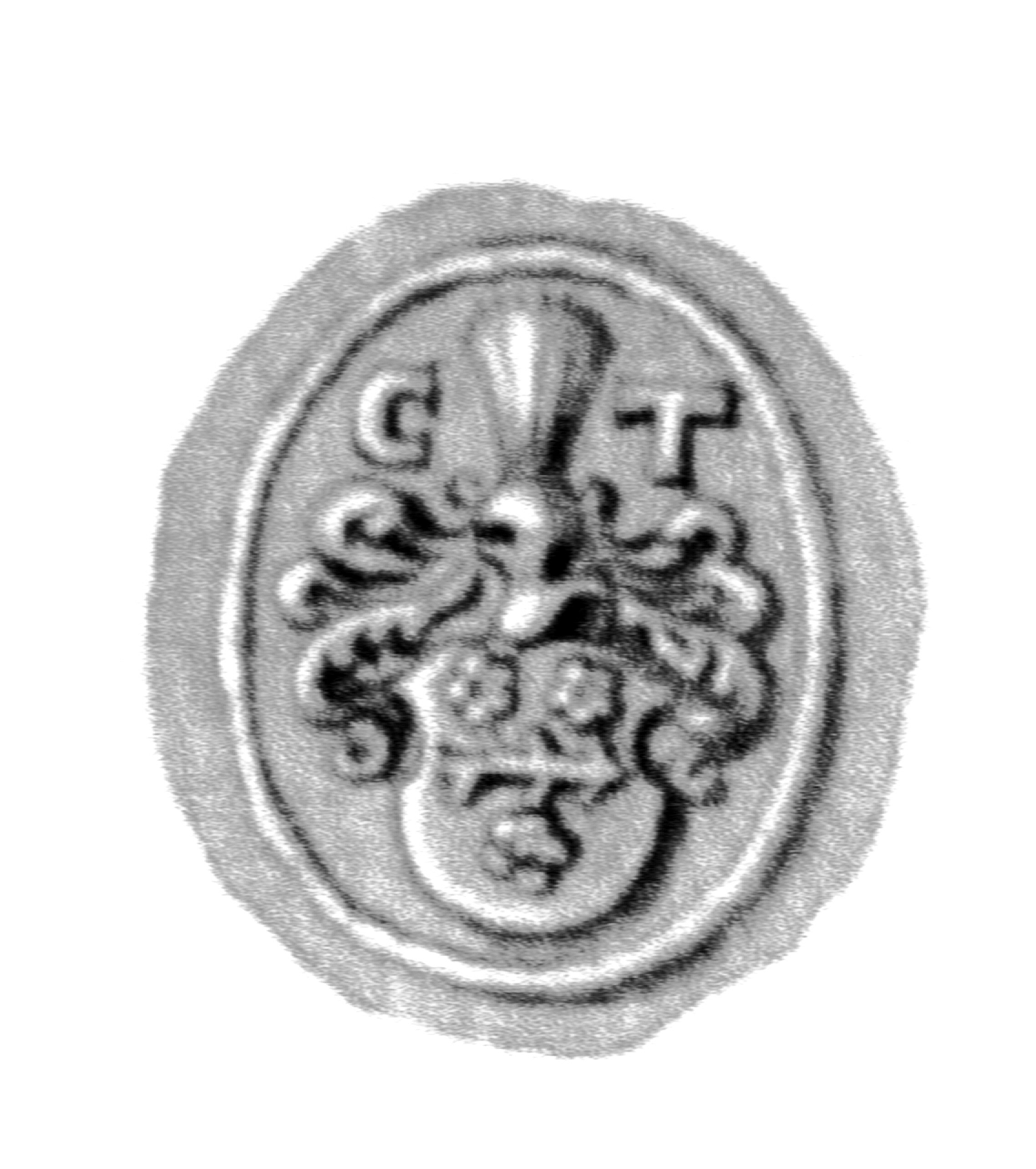
Siegel Christoph Todes um 1574

Christoph (Christoffer) Tode (* 24. Februar 1515 in Lübeck; † 24. Mai 1579 auf Rondeshagen) war ein Bürgermeister der Hansestadt Lübeck.

## Leben und Wirken
Er stammte aus einer alten Ratsherrenfamilie, die zuvor in Hamburg, ursprünglich aber in Bornum am Elm ansässig war. Seine Mutter Anna von Wickede war eine Tochter des Bürgermeisters Hermann von Wickede. Ihr Bild hat sich in der Köhlerschen Ahnengalerie erhalten. Sein Vater Marcus Tode († 1551) gehörte wie sein Schwager Gottschalck Lunte in der Reformationszeit zum Bürgerausschuss der 64-er.
Nach dem Abschluss seines Jurastudiums in Wittenberg wurde Christoph Tode 1552 zunächst Ratsherr in Lübeck. 1560 wurde er zu einem der Lübecker Bürgermeister gewählt. Von 1560 bis 1566 war er zusätzlich Amtmann des Beiderstädtischen Amtes Bergedorf. Danach besetzte er im Jahre 1568 noch die Position des Kämmereiherrn. 1578 trat er auf eigenen Wunsch wegen seiner zunehmenden Erblindung von seinem Ratssitz zurück.
Christoph Tode war während der Zeit des Dreikronenkrieges (1563–1570) im Jahre 1568 gemeinsam mit dem Syndicus der Hansestadt Lübeck Calixtus Schein diplomatischer Vertreter der Hansestadt Lübeck bei den zunächst ergebnislosen Friedensverhandlungen mit den Schweden in Roskilde und im Jahre 1570 bei dem endgültigen Friedensabschluss von Stettin unter Vermittlung von Kaiser Maximilian II.
Christoph Tode war zweimal verheiratet: Von seiner ersten Frau ist nur der Vorname Catharina bekannt. Seine zweite Frau Ilsabe Brömbsen (* nach 1532) war eine Tochter von Dietrich Brömbsen († 1536), der 1528 Sülfmeister und 1531 Barmeister und  Ratsherr in Lüneburg war, und der Elisabeth von Bardowick († 26.1.1562).
Er wohnte in einem Haus in der Königstraße 18, das er über die mütterliche Linie von seinem Urgroßvater Bernhard Darsow erhalten hatte. Er besaß mehrere Güter in Bliestorf und Rondeshagen. Sein Bild hängt im Rathauseingang von Lübeck.
Er war seit 1552 Vorsteher der Katharinenkirche und wurde in dieser in einer Grabkapelle am südlichen Seitenschiff beigesetzt.